# Old Windsor
Old Windsor (in lingua italiana: Vecchia Windsor) è un centro di 4 775 abitanti della contea inglese del Berkshire.

## Posizione
Old Windsor è situata subito a sud della maggiore città di Windsor, e presso i villaggi di Englefield Green e Datchet. Sorge lungo il Tamigi, che ne forma il confine orientale.

## Storia
Old Windsor era in origine il sito di un importante palazzo dei Re sassoni. È certo che l'insediamento fu costruito in difesa della residenza reale al tempo di Edoardo il Confessore (1060 circa), ma le prove archeologiche suggeriscono che i legami con la città reale siano esistiti già dal IX secolo. Old Windsor era nei favori del sovrano per la sua posizione: vicino al Tamigi per i trasporti e alla Foresta di Windsor per la caccia. Old Windsor fu anche la prima sede di una cattedrale e di un mercato. Il palazzo sassone fu poi sostituito dal Castello di Windsor a Nuova Windsor.